# Budapesti szerződés (1877)
A budapesti szerződés avagy budapesti konvenció egy titkos egyezmény volt Ausztria-Magyarország és az Orosz Birodalom között 1877-ben Délkelet-Európa felosztásáról. A hanyatló Oszmán Birodalom területeinek felosztása (az ún. „keleti kérdés”) a 19. század végén a nagyhatalmi politika egyik fő prioritása volt és Oroszország a Balkán-válság idején ezen egyezmény révén igyekezett biztosítani a Monarchia semlegességét. A kérdésről Ferenc József és II. Sándor még az 1876. december 23. és 1877. január 20. között megrendezett konstantinápolyi konferencia során megegyezett és 1877. január 15-én Budapesten pecsételték meg. 

## Előzmények
Az Oszmán Birodalom Balkán-félszigeten lévő területein 1876-ban szerb és bolgár felkelésekre került sor (szerb-török háború illetve áprilisi felkelés). Mivel a török hadsereget lekötötték ezek a felkelések, Oroszország kedvezőnek látta a helyzetet az ősi ellenséggel szembeni fellépésre és a Balkánon való terjeszkedésre. A két külügyminiszter, Alekszandr Mihajlovics Gorcsakov és Andrássy Gyula már 1876. július 8-án megegyezett a titokban tartott reichstadti konvencióról, ami a Balkánt egy osztrák-magyar és egy orosz érdekszférára osztotta fel. Német részről Otto von Bismarck kancellár az orosz cárt biztosította arról, hogy „az egész vitában egyetlen olyan érdeke sincs, ami akár csak egy pomerániai muskétás egészséges csontját megérné.”

## A titkos megegyezés tartalma
A budapesti konvenció legfontosabb pontjai a következők voltak:
- Egy esetleges Törökország elleni orosz támadáskor Ausztria-Magyarország „jóindulatú semlegességet” tanúsít.
- Ausztria-Magyarország ezért cserébe egy általa kiválasztott időpontban megszállhatja Bosznia-Hercegovina területét – leszámítva a pasalik keleti felén lévő Novi Pazar-i szandzsákot.
- Szerbia, Montenegró és Hercegovina köztük lévő területei a két nagyhatalom számára „semleges zónának” fog számítani.[2]

Az Oszmán Birodalom felbomlása esetén:
- Ausztria-Magyarország és Oroszország arra fog törekedni, hogy a Balkánon egy sor kisméretű, szuverén állam jöjjön létre, de ne jöjjön létre egy olyan kompakt délszláv állam, mely az „európai erőegyensúlyt” veszélyeztetné.
- Konstantinápoly és környéke adott esetben „szabad város” lehet.
- Oroszország megkapja Besszarábia déli részét (Cahul, Bolgrad és Izmail településekkel).
- Bulgária, Albánia és Rumélia függetlenekké válnak.
- Görögország megkapja Krétát, Thesszáliát és Epirusz történelmi régiójának egyes részeit.[3]

## A szerződés célja

A bizánci Palaiologosz-dinasztia címere a kétfejű sassal

Konstantinápoly „szabad város” státuszáról való megegyezés nem képezte részét a titkos konvenciónak, hanem ez egy még titkosabb kiegészítés része volt. Ezekből a dokumentumokból az derül ki, amire az orosz cár akkoriban ténylegesen is célzott. Az elődjéhez, I. Miklóshoz hasonlóan II. Sándor elkötelezettnek érezte magát a görög projekt véghezviteléhez. Ehhez az Oszmán Birodalmat szét kellett verni, a Balkán térségét a kétfejű sasok birodalmainak befolyási övezetévé kellett tenni (Ausztria-Magyarország és Oroszország egyaránt a Palaiologoszok kétfejű sasát használta címerállatként).
Ausztria-Magyarország számára fontos volt, hogy Oroszország ne törekedjen egy „nagy, kompakt szláv állam” létrehozására a Balkánon, mely hatással lehetne a Monarchia többi szláv népére is.
A budapesti szerződés egyike volt azon titkos egyezményeknek, melyekkel Oroszország Ausztria-Magyarország támogatását vagy legalábbis semlegességét biztosítani igyekezett: az 1876-os reichstadti konvenció mellett 1877 márciusában egy kiegészítő konvenciót is aláírtak.
A Nagy-Britanniával 1877. március 18-án megkötött konvencióval is azt hangsúlyozta Oroszország, hogy nem törekszik létrehozni a Balkánon egy nagy államot.

## Következmények
A törökök által a bolgárok ellen elkövetett rémtetteket követően Oroszország 1877 áprilisában hadat üzent az Oszmán Birodalomnak és rövid idő alatt győzelmet aratott. A San Stefanó-i békeszerződésben az Oszmán Birodalomnak el kellett ismernie Románia, Szerbia és Montenegró teljes függetlenségét.
A legjelentősebb pontja azonban egy nagy bolgár állam létrehozása volt, mely délen az Égei-tengerig, nyugaton az Ohridi-tóig terjedt. Ezt főként Ausztria-Magyarország és Nagy-Britannia fogadta elégedetlenkedve. A fejedelemség mérete túllépte a budapesti szerződésben foglaltakat.
Az oroszok önálló cselekvése súlyos diplomáciai válságot okozott az európai nagypolitikában. A Balkánon felkelések törtek ki a muzulmán lakosság körében a területi elcsatolások miatt. Egy újabb háború elkerülése érdekében került sor a berlini kongresszusra. A két aláíró fél egyike sem tartotta magát a megegyezettekhez, mikor a szövetségnek életbe kellett volna lépnie. Ezt nem utolsósorban az könnyítette meg, hogy a dokumentum tartalma csak a két birodalom számára volt ismert.

## Fordítás
- Ez a szócikk részben vagy egészben  a   Budapester Vertrag című német Wikipédia-szócikk ezen változatának fordításán alapul.  Az eredeti cikk szerkesztőit annak laptörténete sorolja fel. Ez a jelzés csupán a megfogalmazás eredetét és a szerzői jogokat jelzi, nem szolgál a cikkben szereplő információk forrásmegjelöléseként.

## Forrás
- Gerhard Herm: Der Balkan. Das Pulverfaß Europas. Econ Verlag, Düsseldorf 1993 (más kiadások mellett), ISBN 3-430-14445-0, 295. o.
- Stanford Shaw, Ezel Kural Shaw: History of the Ottoman Empire and Modern Turkey. 2 kötet. Cambridge University Press, Cambridge 1976/77 (más kiadások mellett)